# Szeszki (Wieliczki)
Szeszki (deutsch Seesken, 1938 bis 1945 Draheim) ist ein Dorf in der polnischen Woiwodschaft Ermland-Masuren und gehört zur Landgemeinde Wieliczki (Wielitzken, 1938 bis 1945 Wallenrode) im Powiat Olecki (Kreis Oletzko/Treuburg).

## Geographische Lage
Szeszki liegt im Nordosten Polens nur etwa 40 Kilometer südlich der Grenze zur russischen Oblast Kaliningrad und etwa 40 Kilometer westlich der Grenze zu Litauen. Szeszki liegt im Osten der Woiwodschaft Ermland-Masuren, sechs Kilometer westlich der Grenze zur Woiwodschaft Podlachien. Bis zur Kreisstadt Olecko (Marggrabowa, 1928 bis 1945 Treuburg) sind es 14 Kilometer in nordwestlicher Richtung.

## Geschichte
Das bei seiner Gründung im Jahre 1508 Koreff, später auch Cureff (vor 1785), dann Seesken (auch mit Zusatz: Kirchspiel Groß Czymochen/Kirchspiel Reuß) genannte Dorf wurde 1874 in den neu errichteten Amtsbezirk Wielitzken (polnisch Wieliczki) eingegliedert, der  – 1938 in „Amtsbezirk Wallenrode“ umbenannt – bis 1945 bestand und zum Kreis Oletzko – 1939 bis 1945 „Landkreis Treuburg“ genannt – im Regierungsbezirk Gumbinnen der preußischen Provinz Ostpreußen gehörte.
Im Jahre 1910 waren in Seesken 269 Einwohner registriert. Ihre Zahl stieg bis 1933 auf 398 und belief sich 1939 noch auf 363.
Aufgrund der Bestimmungen des Versailler Vertrags stimmte die Bevölkerung im Abstimmungsgebiet Allenstein, zu dem Seesken gehörte, am 11. Juli 1920 über die weitere staatliche Zugehörigkeit zu Ostpreußen (und damit zu Deutschland) oder den Anschluss an Polen ab. In Seesken stimmten 276 Einwohner für den Verbleib bei Ostpreußen, auf Polen entfiel keine Stimme.
Aus politisch-ideologischen Gründen zur Abwehr fremdländisch klingender Ortsnamen wurde Seesken 1938 in „Draheim“ umbenannt. 1945 kam das Dorf in Kriegsfolge mit dem gesamten südlichen Ostpreußen zu Polen und trägt seither die polnische Ortsbezeichnung „Szeszki“. Heute ist der Ort Sitz eines Schulzenamtes (polnisch Sołectwo) im  Verbund der Landgemeinde Wieliczki im Powiat Olecki, bis 1998 der Woiwodschaft Suwałki, seither der Woiwodschaft Ermland-Masuren zugehörig.

## Kirche
Die vor 1945 mehrheitlich evangelischen Einwohner Seeskens resp. Draheims waren in das Kirchspiel Groß Czymochen (1928 bis 1945: Reuß, polnisch Cimochy) eingepfarrt, das zum Kirchenkreis Oletzko/Treuburg innerhalb der Kirchenprovinz Ostpreußen der Kirche der Altpreußischen Union gehörte. Heute ist Suwałki in  der Diözese Masuren der Evangelisch-Augsburgischen Kirche in Polen die zuständige Pfarrei.
Vor 1945 waren die katholischen Kirchenglieder nach Marggrabowa/Treuburg (polnisch Olecko) im damaligen Bistum Ermland orientiert. Die Pfarrkirche steht heute in Cimochy im Bistum Ełk der Römisch-katholischen Kirche in Polen.

## Verkehr
Szeszki ist von der die Woiwodschaften Ermland-Masuren und Podlachien verbindenden Woiwodschaftsstraße 655 (einstige deutsche Reichsstraße 127) sowohl von Niedźwiedzkie (Niedzwetzken, 1926 bis 1945 Bärengrund) als auch von Cimochy (Groß Czymochen, 1928 bis 1945 Reuß) aus zu erreichen. Außerdem führt eine vom Powiat Ełcki (Kreis Lyck) kommende Nebenstraße aus Wierzbowo (Wiersbowen, 1932 bis 1945 Waldwerder) in den Ort.
Bis 2010 bestand Bahnanbindung über die Station in Cimochy an der PKP-Linie 39 Olecko–Suwałki, die für den Personenverkehr geschlossen wurde.